# Baggensgatan

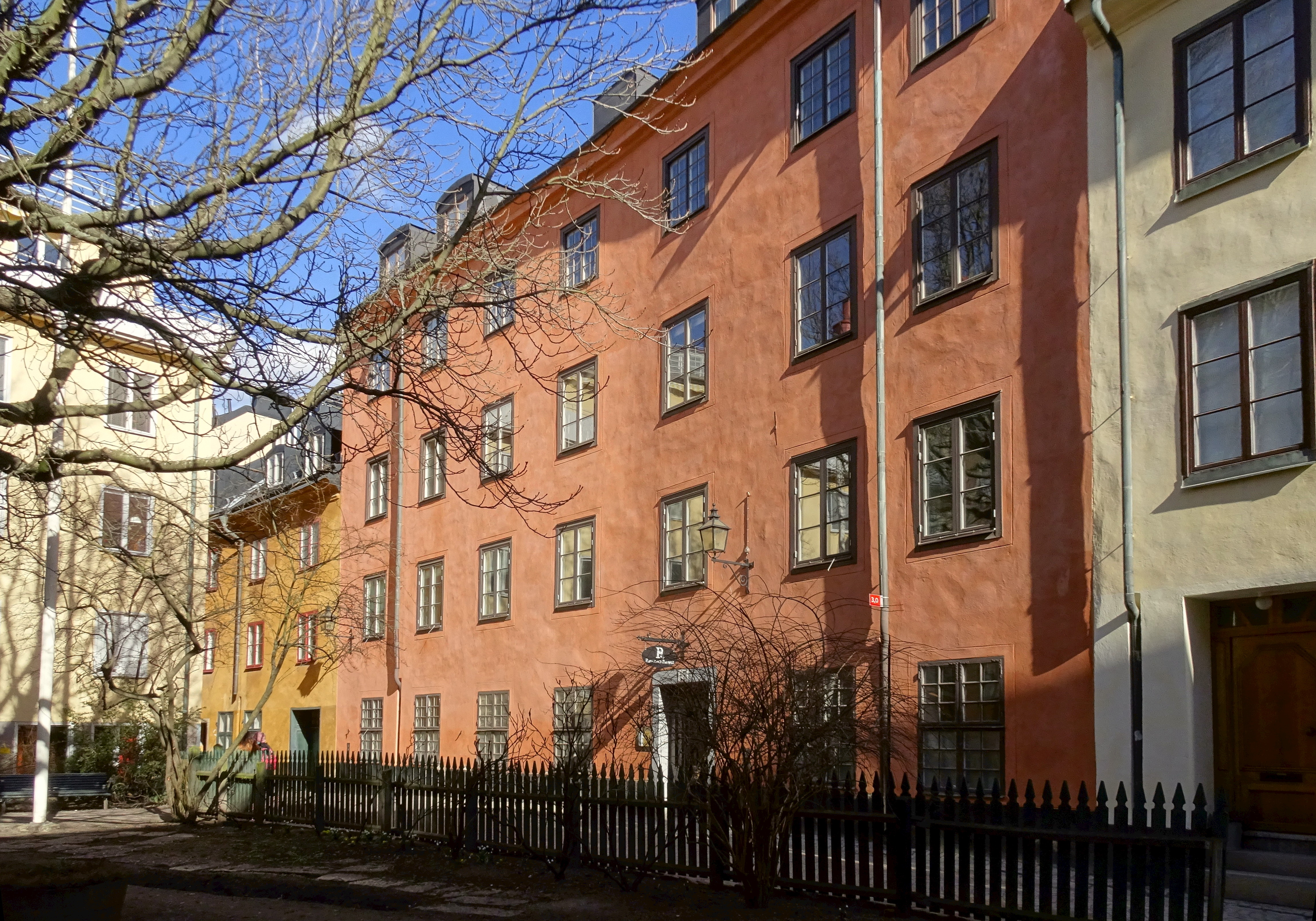
Baggensgatan 15, 17 och 19.

Baggensgatan är en fortsättning på Bollhusgränd och går parallellt med Österlånggatan i Gamla stan i Stockholm. 

## Allmänt

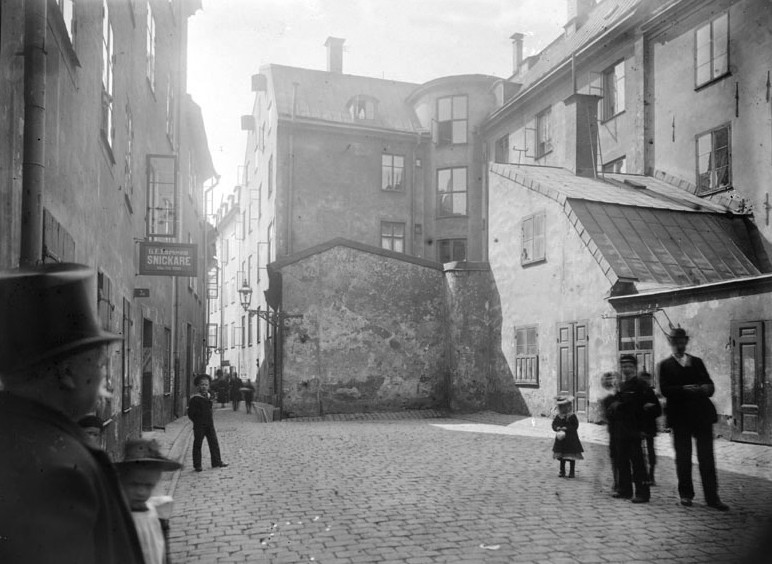
Baggensgatan söderut 1901.

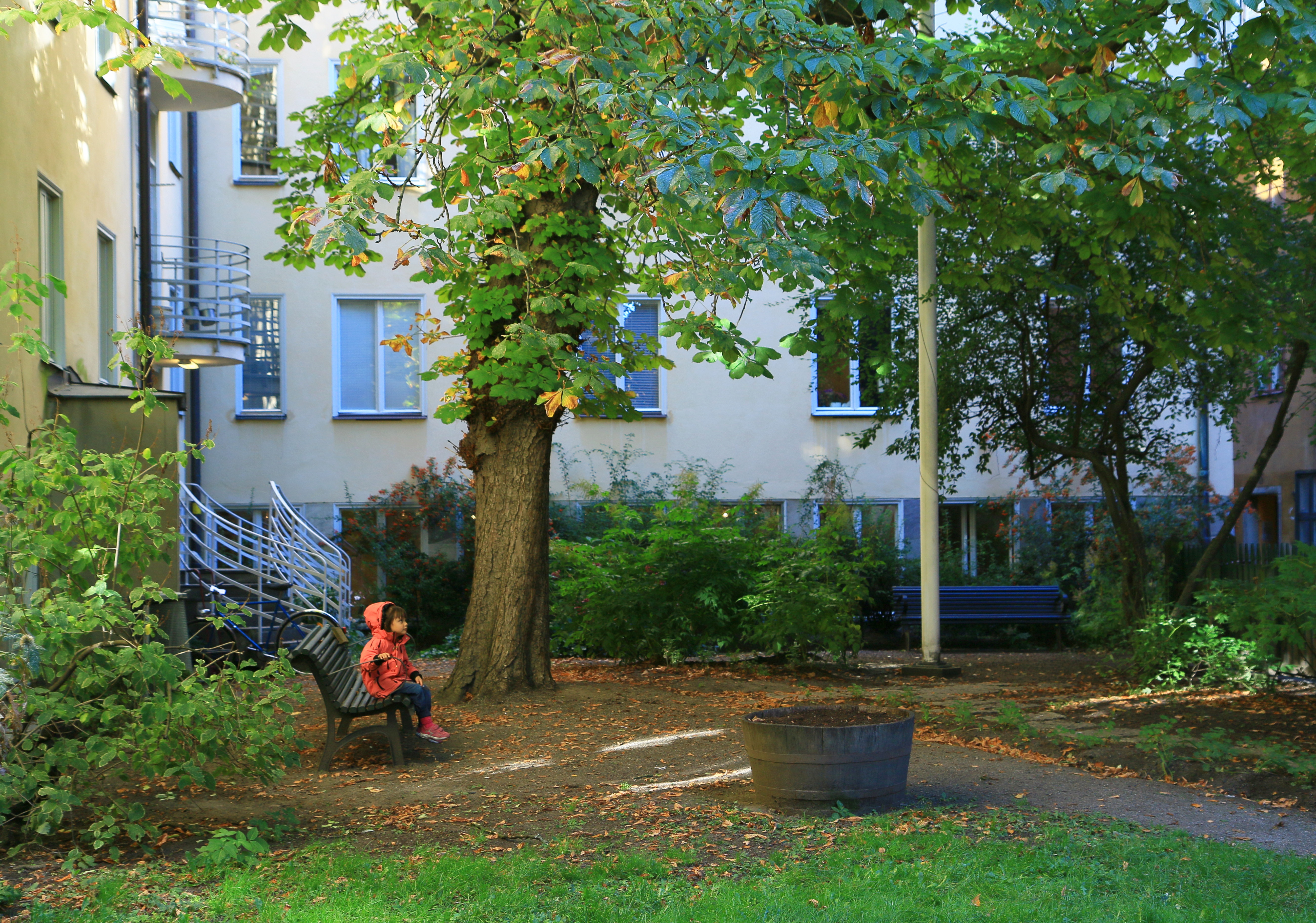
Gården vid Baggensgatan 20.

Baggensgatan gick precis innanför Stockholms äldre stadsmur och har kvar sin lätt böjda sträckning. Sitt namn har gatan fått efter amiralen Jakob Bagge som 1536 fick ett hus vid gatan (nuvarande nr 30) av Gustav Vasa. 1596 kallades gatan för Jacob Bagges gata och innan dess hette den "mellan murarna östan till".

## Fastigheter
Baggensgatan 14; Här bodde operasångerskan Elisabeth Olin på 1700-talet, Sveriges första operasångerska som lär ha framträtt då Gustav III invigde Kungliga Operan.
Baggensgatan 21 (Österlånggatan 22); totalrenoverades 1971 då man hittade murverk från 1700-talet. Under renoveringen fann man även rester av den gamla stadsmuren, ett avlopp i trä från toaletter och kök, och en gårdsplan från 1400-talet upptäcktes.
Baggensgatan 23 (Österlånggatan 24); historisk lokal för Ahlströms jungfrubur.
Baggensgatan 25 (Österlånggatan 26); har varit ett packhus. På bottenplanet åt Österlånggatan fanns ett stall på 1700-talet. På 1800-talet var där ett segelmakeri och innan Restaurang Magnus Ladulås öppnade på 1970-talet var lokalen ett ägglager. Förutom restaurangen så innehåller huset kontor.
Baggensgatan 27 (Österlånggatan 28); även kallad Papistekyrkan är Stockholms äldsta kvarvarande bostadshus.
Baggensgatan 29 (Norra Benickebrinken 2); Porten finns inte kvar då huset byggdes ihop med det hus som ligger på norra sidan, med adress Norra Benickebrinken 2/Svartmangatan 29 på 1800-talet. Detta sammanslagna hus ägdes av Frälsningsarmén fram till 2003 då "Taksprånget" köpte fastigheten och byggde om till hyreslägenheter 2004.
Gatan benämns även i Lasse Berghagens visa Ragatan på Baggens gata.